# Lindbackstjärnen
Lindbackstjärnen är en sjö i Fagersta kommun i Västmanland och ingår i Norrströms huvudavrinningsområde.